# Alexander Bartz
Alexander Bartz (* 13. August 1984 in Vechta) ist ein deutscher Politiker (SPD). Er war von November 2022 bis März 2025 Mitglied des Bundestages.

## Leben
Bartz wuchs in seiner Geburtsstadt Vechta auf und legte 2005 das Abitur am dortigen Gymnasium Antonianum ab. Anschließend absolvierte er ein duales Studium der Betriebswirtschaftslehre in Hannover. Nach Abschluss seines Studiums im Jahr 2011 war er bis 2013 als Marketingassistent bei der Höffmann Touristik GmbH in Vechta tätig. Von 2013 bis 2018 war er Marketingmanager bei der Biochem Zusatzstoffe Handels- und Produktionsgesellschaft mbH in Lohne. Von 2018 bis 2019 war er als Head of Marketing bei der GePro Geflügel-Protein Vertriebsgesellschaft mbH & Co. KG, einem Tochterunternehmen der PHW-Gruppe, in Diepholz tätig. Von Januar bis Juni 2020 war er Büroleiter bei der Höffmann Reisen GmbH in Vechta. Von 2020 bis 2021 war er Pressereferent bei den Maltesern im Offizialatsbezirk Oldenburg und betrieb eine eigene Werbeagentur in Vechta. Von Januar 2022 bis zu seinem Einzug in den Bundestag im November 2022 war er als Citymanager der Stadt Dinklage angestellt.
Nach seinem Ausscheiden aus dem Bundestag nahm Bartz 2025 erneut eine Tätigkeit bei Höffmann Reisen auf.
Bartz ist römisch-katholisch, verheiratet und hat zwei Söhne. Er lebt im Vechtaer Stadtteil Oythe.

## Politik
Bartz ist seit 2005 Mitglied der SPD. Er engagierte sich zunächst bei den Jusos. Von 2019 bis 2024 war er Ortsvereinsvorsitzender der SPD Vechta, seit 2020 ist er Mitglied des SPD-Kreisvorstands. Seit den Kommunalwahlen in Niedersachsen 2021 ist er Mitglied des Stadtrates von Vechta.
Bei der Bundestagswahl 2021 kandidierte Bartz im Wahlkreis Cloppenburg – Vechta und auf Platz 25 der Landesliste der SPD Niedersachsen, verpasste jedoch zunächst den Einzug in den Bundestag. Am 8. November 2022 rückte er für Falko Mohrs, der ein Ministeramt in der niedersächsischen Landesregierung übernahm, in den Bundestag nach. Zur Bundestagswahl 2025 kandidierte er erneut im selben Wahlkreis, er erreichte nur Platz drei der Erststimmen. Mit Platz 21 auf der SPD-Landesliste verpasste Bartz den Wiedereinzug und schied mit dem Ende der 20. Wahlperiode am 25. März 2025 aus dem Bundestag aus.

## Mitgliedschaften
Alexander Bartz ist Mitglied der überparteilichen Europa-Union Deutschland, die sich für ein föderales Europa und den europäischen Einigungsprozess einsetzt.